# Мукім
Мукім — адміністративно-територіальна одиниця у країнах Південно-Східної Азії, район. Є однією з найдрібніших одиниць, еквівалентна району або сільській раді в Україні. Використовується у Малайзії, Брунеї, Сінгапурі, Індонезії.

## Бруней
Бруней розділений на 4 округи або даера, які в свою чергу поділені на мукіми. До складу кожного мукіму входить декілька сіл (малай. kampung). На чолі мукіму стоїть призначений староста малай. Penghulu.
Бруней поділяється на 39 мукімів.
| Округ        | Кількість мукімів |
| Белайт       | 8                 |
| Бруней-Муара | 18                |
| Тембуронг    | 5                 |
| Тутонг       | 8                 |

## Малайзія
У Малайзії штати поділяються на округи (даера), кожний з яких складається з мукімів та міст. Малайські мукіми є об'єднанням сіл, подібними до українських сільських рад.
Наприклад, даера Кота-Тінггі в штаті Джохор поділяється на 10 мукімів і місто Кота-Тінггі:
- Улу Сунгай-Джохор малай. Ulu Sungai Johor
- Улу Сунгей-Седіл-Бесар малай. Ulu Sungei Sedili Besar
- Джохор-Лама малай. Johor Lama
- Камбау малай. Kambau
- Кота-Тінггі малай. Kota Tinggi
- Пантай-Тімур малай. Pantai Timur
- Пенгеранг малай. Pengerang
- Седілі-Бесар малай. Sedili Besar
- Седілі-Кечіл малай. Sedili Kechil
- Танджунг-Сурат малай. Tanjung Surat
- місто Кота-Тінггі малай. Bandar Kota Tinggi

## Сінгапур
У Сінгапурі держава поділяється на адміністративно-територіальні одиниці одразу за декількома принципами: виборчим, округи під управлінням Рад спільнот, планування забудови тощо. Мукіми — це один з видів опитувальних округів (англ. survey district), нарівні з міськими підрозділами (англ. town subdivision). Спочатку мукіми були виділені як сільські райони, але з розширенням міської забудови деякі мукіми увійшли до меж міст. В Сінгапурі налічується 34 мукіми та 30 міських підрозділів.

## Індонезія
В індонезійській автономній провінції Ачех округи (індонез. kecamatan) поділяються на мукіми, кожен з яких містить декілька сіл.